# Charles Grant (giocatore di football americano 2002)
Charles Grant (Portsmouth, 22 marzo 2002) è un giocatore di football americano statunitense che milita nel ruolo di offensive tackle per i Las Vegas Raiders della National Football League (NFL). Al college ha giocato per William & Mary. 

## Carriera universitaria
Grant, originario di Portsmout in Virginia, cominciò a giocare a football nella locale Churchland High School per poi andare a giocare college football dal 2020 alla William & Mary con i Tribe impegnati nella Coastal Athletic Association (CAA) della Divisione I della Football Bowl Subdivision (FBS) della NCAA.
Nella stagione 2021 giocò da riserva, per poi diventare tackle di sinistra titolare dal 2022 in poi. Nel 2023 fu nominato nel first-team All American.
Grant fu invitato a partecipare al Senior Bowl, gara per i migliori prospetti uscenti dal college per mettersi in mostra davanti ai reclutatori della NFL.

## Carriera professionistica

### Las Vegas Raiders
Il 25 aprile 2025 Rogers fu selezionato nel 3º giro del Draft NFL 2025, con la 99ª scelta assoluta, dai Las Vegas Raiders. L'8 maggio Grant firmò il suo contratto da rookie, un accordo quadriennale da 6,16 milioni di dollari totalmente garantiti.